# Al-Wahda Football Club
Pour les articles homonymes, voir Al Wahda.
Maillots
Actualités
Le Al-Wahda Football Club (en arabe : نادي الوحـدة لكرة القدم), plus couramment abrégé en Al-Wahda, est un club émirati de football fondé en 1984 et basé à Abu Dhabi.

## Palmarès
| Compétitions nationales | Compétitions internationales |
| - Championnat des Émirats (4) : - Champion : 1998-99, 2000-01, 2004-05 et 2009-10. - Vice-Champion : 2002-03, 2005-06, 2006-07 et 2017-18. - Coupe des Émirats (2) : - Vainqueur : 2000 et 2017. - Finaliste : 1996, 2003, 2005, 2011 et 2022. - Coupe de la Ligue des Émirats (3) : - Vainqueur : 2016, 2018 et 2024. - Finaliste : 2009 et 2019. - Supercoupe des Émirats (4) : - Vainqueur : 2002, 2011, 2017 et 2018. - Finaliste : 2003 et 2010. - Coupe de la UAEFA ('2) : - Vainqueur : 1994 et 2001. - Finaliste : 2006. |                              |

## Personnalités du club

### Entraîneurs
Le tableau suivant présente la liste des entraîneurs du club depuis 1979.
| Rang | Nom                | Période   |
| ---- | ------------------ | --------- |
| 1    | Helmy Toulan       | 1979-1984 |
| 2    | Heshmat Mohajerani | 1984-1986 |
| 3    | ?                  | 1986-1991 |
| 4    | Slobodan Halilović | 1991-1992 |
| 5    | ?                  | 1992-1995 |
| 6    | Mahmoud Al-Gohary  | 1995-1996 |
| 7    | ?                  | 1996-1998 |
| 8    | Jo Bonfrère        | 1998-1999 |
| 9    | Ruud Krol          | 1999      |
| 10   | Dimitri            | 1999-2000 |
| 11   | Rinus Israël       | 2000-2001 |

| Rang | Nom               | Période                    |
| ---- | ----------------- | -------------------------- |
| 12   | Jo Bonfrère       | 2001-2002                  |
| 13   | Cemşir Muratoğlu  | 2002-2003                  |
| 14   | Rolf Fringer      | mars 2003-juin 2003        |
| 15   | Rolland Courbis   | juillet 2003-novembre 2003 |
| 16   | Rinus Israël      | décembre 2003-juin 2004    |
| 17   | Ahmad Abdel-Halim | 2004-?                     |
| 18   | Reiner Hollmann   | juillet 2005-avril 2006    |
| 19   | Richard Tardy     | ?-septembre 2006           |
| 20   | Horst Köppel      | août 2006-oct. 2006        |
| 21   | Ivo Wortmann      | 2007-2008                  |
| 22   | Jo Bonfrère       | décembre 2007-févr. 2008   |

| Rang | Nom                  | Période                    |
| ---- | -------------------- | -------------------------- |
| 23   | Josef Hickersberger  | décembre 2008-mai 2010     |
| 24   | László Bölöni        | mai 2010-septembre 2010    |
| 25   | Tite                 | septembre 2010-oct. 2010   |
| 26   | Josef Hickersberger  | oct. 2010-juin 2012        |
| 27   | Branko Ivanković     | juin 2012-avril 2013       |
| 28   | Josef Hickersberger  | avril 2013-juillet 2013    |
| 29   | Karel Jarolím        | juillet 2013-novembre 2013 |
| 30   | José Peseiro         | novembre 2013-janvier 2015 |
| 31   | Sami al-Jaber        | janvier 2015-mai 2015      |
| 32   | Javier Aguirre       | juin 2015-mai 2017         |
| 33   | Laurențiu Reghecampf | mai 2017-novembre 2018     |